# 신주쿠 엘타워

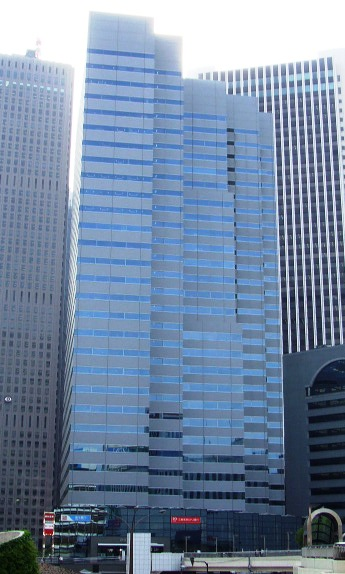
신주쿠 엘타워

신주쿠 엘타워는 일본 도쿄도 신주쿠에 있는 고층 건물이다. 지상 31층, 높이 121m의 빌딩으로 1989년 6월 완공했다.